# Tân La Thần Vũ vương
Thần Vũ Vương (trị vì 839, mất 839) là quốc vương thứ 45 của Tân La. Thời gian cai trị của ông là ngắn nhất trong lịch sử vương quốc, chỉ kéo dài từ tháng 4 đến tháng 7 âm lịch năm 839. Ông có tên húy là Kim Hựu Trưng (金祐徵, 김우징).
Thần Vũ Vương là con trai của Thượng đại đẳng Kim Quân Trinh (Kim Gyunjeong, ?–836), một hậu duệ của Nguyên Thánh Vương và là anh em họ của Hưng Đức Vương.
Năm 825 thương nhân Tân La đang làm thương mại ở Dương Châu nhà Đường (đời vua Đường Kính Tông) là Trương Bảo Cao về nước Tân La (đời vua Tân La Hiến Đức Vương), đến Võ Trân Châu (Muju) để dẹp hải tặc Lý Đạo Hình đang hoành hành ở bờ biển tây nam Tân La thì họ bị đô đốc Võ Trân Châu cản lại ở bến tàu Đỗ Lĩnh, không cho lên bờ. Đoàn hộ vệ của Trương Bảo Cao phải sống trên tàu suốt nhiều tháng.
Đến năm 826, tại triều đình Tân La, vua Tân La Hiến Đức Vương băng hà, đệ là Kim Cảnh Huy kế vị, tức vua Tân La Hưng Đức Vương. Ông này rất mực thương yêu vương hậu Định Mục. Không may do mới lên ngôi được 3 tháng, vương hậu Định Mục qua đời khiến vua Tân La Hưng Đức Vương đau lòng, từ đó vua không gần gũi với cung tần nào hết. Do đó vua Tân La Hưng Đức Vương không có thái tử để kế thừa ngôi báu, việc này khiến Tân La bị rối loạn. Trong triều có 2 phe do Kim Trung Công và Kim Quân Trinh dẫn đầu đối kháng nhau. Kim Trung Công được phong làm Tể tướng, sau này sẽ được kế thừa quân vị hoàng đế. Vua Tân La Hưng Đức Vương còn phong cho con của Kim Quân Trinh là Kim Hựu Trưng làm Sử trung đại nhân (nhằm kiềm chế Tể tướng Kim Trung Công). Con Kim Trung Công là Kim Minh cũng được làm chức cao trong hoàng tộc. Jami phu nhân cũng là một quý tộc và bà ta luôn ủng hộ phe của Kim Trung Công nên bà ta luôn được Tể tướng giúp đỡ (do vậy thương đoàn của bà ta được phát triển mạnh ở Võ Trân Châu).
Bấy giờ Kim Hựu Trưng muốn tránh xa ự đấu tranh cung đình nên đã từ quan ở Kim Thành (Khánh Châu - Gyeongju), về Võ Trân Châu. Lúc này Trương Bảo Cao thấy lâu quá mà đô đốc Võ Trân Châu vẫn chưa cho họ lên bờ thì tức giận. Trương Bảo Cao làm liều cho đoàn hộ vệ lên bờ ở bến tàu Đỗ Lĩnh thuộc Võ Trân Châu, định rằng nếu quan binh Tân La ngăn cản thì Trương Bảo Cao đánh luôn. Quan quân Võ Trân Châu nghe tin thì tập hợp quân đội cản đoàn người của Trương Bảo Cao ở bến tàu Đỗ Lĩnh, gia hạn đến tối không rời đi sẽ có giao tranh với nhau. Trời gần tối, Kim Hựu Trưng thấy quân đội Võ Trân Châu huy động đến bến tàu Đỗ Lĩnh thì ông đến xem. Quan quân Võ Trân Châu cho quân chuẩn bị tấn công đoàn người của Trương Bảo Cao thì Kim Hựu Trưng ngăn lại. Sau khi nghe Trương Bảo Cao giải bày ý muốn tiêu diệt hải tặc giúp Tân La, Kim Hựu Trưng khâm phục nghĩa khí của Trương Bảo Cao liền hạ lệnh cho họ lên bờ. Việc này khiến Jami phu nhân tức giận. Trương Bảo Cao sau đó dẫn đoàn hộ về đến đóng tại đảo Thanh Hải lập căn cứ để đánh hải tặc Lý Đạo Hình.
Triều đình Tân La ở kinh đô Kim Thành (Khánh Châu - Gyeongju) sai Bộ sử chánh Kim Rihong đến Thanh Hải để truyền thánh chỉ gọi Kim Hựu Trưng về Kim Thành để phục chức. Kim Rihong dừng lại ở Võ Trân Châu và gặp Jami phu nhân, bàn cách giết Kim Hựu Trưng. Jami phu nhân hứa rằng sẽ hành thích Kim Hựu Trưng cho. Sau đó Jami phu nhân liên hệ với hải tặc Lý Đạo Hình và Yeom Mun, muốn Yeom Mun giúp bà ta hành thích Kim Hựu Trưng. Yeom Mun và Bạch Hà ban đêm đến nhà Kim Hựu Trưng ở đảo Thanh Hải nhưng kế hoạch bị thất bại. Trương Bảo Cao sau đó biết được Jami phu nhân cấu kết với hải tặc và hải tặc chính là Lý Đạo Hình, còn Bộ sử chánh Kim Rihong là người chủ mưu ám sát Kim Hựu Trưng. Lúc này Bộ sử chánh Kim Rihong ở Võ Trân Châu nghe tin Kim Hựu Trưng bình an vô sự thì đích thân đến Thanh Hải gặp Kim Hựu Trưng truyền thánh chỉ. Kim Hựu Trưng (Kim Ujing) không nhận chỉ, nói rằng ông muốn làm dân sống tại Thanh Hải. Kim Rihong quay về kinh đô Kim Thành.
Bấy giờ Trương Bảo Cao cho đoàn hộ vệ đánh hải tặc ở các đảo, Yeom Mun cũng tích cực chống đỡ. Trương Bảo Cao lấy cớ về Dương Châu nhà Đường để tăng cường binh lực nhưng bí mật đánh bản doanh hải tặc Lý Đạo Hình ở đảo Chân Nguyệt. Yeom Mun cũng dẫn hải tặc bí mật đánh úp đảo Thanh Hải. Trương Bảo Cao cùng Trịnh Niên, Thôi Võ Xương đánh vào bản doanh hải tặc ở đảo Chân Nguyệt. Trương Bảo Cao bắt giữ Lý Đạo Hình đem về Thanh Hải. Khi đó Yeom Mun cũng đang đánh Thanh Hải, giết hết mấy tên hộ vệ của Trương Bảo Cao và bắt Tiết Bình đại nhân đi khỏi Thanh Hải. Trương Bảo Cao về Thanh Hải thấy Tiết Bình đại nhân bị bắt thì hốt hoảng, giam Lý Đạo Hình trên thuyền mà không đưa lên bờ Thanh Hải, cũng giấu giếm không cho quan lại biết. Trương Bảo Cao tự mình đến đảo Chân Nguyệt gặp Yeom Mun và hẹn ngày trao đổi Lý Đạo Hình mà lấy Tiết Bình về ờ đảo Bắc Kim. Yeom Mun đồng ý với Trương Bảo Cao. Khi đó Trương Bảo Cao bàn với Kim Hựu Trưng giúp mình che giấu việc mình sẽ thả Lý Đạo Hình đổi Tiết Bình. Kim Hựu Trưng biết Trương Bảo Cao trọng tình nghĩa thì đồng ý. Jami phu nhân biết việc này thì cho người đến kinh đô Kim Thành báo cho Tể tướng Kim Trung Công biết rằng Kim Hựu Trưng và Trương Bảo Cao thả thủ lĩnh hải tặc, tức là có cấu kết với hải tặc.
Một đêm nọ, Trương Bảo Cao và Yeom Mun trao đổi Lý Đạo Hình và Tiết Bình với nhau ở đảo Bắc Kim. Khi Tiết Bình và Lý Đạo Hình được thả ra thì bị bọn hải tặc bắn lén. Trương Bảo Cao cùng đoàn hộ vệ hoảng hốt. Yeom Mun cho thuyền rút chạy. Trương Bảo Cao nổi giận lệnh thuyền truy sát thuyền của Yeom Mun. Không thấy thuyền Yeom Mun ở đâu, Trương Bảo Cao mới lệnh thuyền về đảo Thanh Hải. Yeom Mun cho thuyền đi đến đảo Sơn Khánh. Trương Bảo Cao đưa Tiết Bình đại nhân về Thanh Hải chạy chữa. Thấy thương tích Tiết Bình quá nặng, Triệu Tương Kiến bảo rằng phải về Dương Châu nhà Đường mới có danh y trị được. Trương Bảo Cao nóng giận, liền dẫn các hộ vệ đánh bản doanh Lý Đạo Hình ở đảo Chân Nguyệt. Tuy nhiên Lý Đạo Hình đã rời khỏi đảo, chỉ để lại vài tên hải tặc ghìm chân Trương Bảo Cao lại. Sau khi bắt được một tên hải tặc, Trương Bảo Cao lấy khẩu cung nhưng không rõ Lý Đạo Hình ở đâu.
Ở kinh đô Kim Thành (Khánh Châu - Gyeongju), Tể tướng Kim Trung Công nghe tin báo của Jami phu nhân về việc Kim Hựu Trưng và Trương Bảo Cao  cấu kết với hải tặc thì sai đô đốc Võ Trân Châu đi bắt Kim Hựu Trưng và Trương Bảo Cao về. Kim Hựu Trưng ở Thanh Hải bị bắt giải về Kim Thành. Lúc này Trương Bảo Cao đã dẫn toàn bộ hộ vệ cùng thương đoàn rời Thanh Hải về Dương Châu nhà Đường (đời vua Đường Kính Tông) tìm thầy thuốc chữa trị cho Tiết Bình. Vì thế Trương Bảo Cao đã thoát mà không bị bắt. Tại Dương Châu nhà Đường, các thầy thuốc đều bó tay trước vết thương của Tiết Bình đại nhân. Tiết Bình qua đời. Mọi người đều tôn Trương Bảo Cao lên làm chủ thương đoàn, gọi là Trương hành đô. Trương Bảo Cao cho tuyển mộ thêm hộ vệ, chuẩn bị về Thanh Hải thuộc Tân La tiếp tục đánh dẹp hải tặc. Trương Bảo Cao để Lưu Tử Thành ở lại lo việc buôn bán ở Dương Châu, bản thân mình vẫn dẫn đoàn hộ vệ lên đường về Thanh Hải thuộc Tân La. Khi đoàn người Trương Bảo Cao vừa đến Thanh Hải được một đêm thì Đô đốc Võ Trân Châu đến áp giải Trương Bảo Cao về kinh đô Kim Thành, phong tỏa thương đoàn của ông giam tại Thanh Hải, tịch thu vũ khí.
Trương Bảo Cao tại kinh đô Kim Thành chịu mọi cực hình như kẹp hai chân, áp dùi sắt nóng chảy vào chân nhưng Trương Bảo Cao không hề khai nhận cấu kết hải tặc. Việc này khiến Bộ sử chánh Kim Rihong thất vọng. Kim Rihong sau đó nói rằng ông ấy sẽ tha Trương Bảo Cao nhưng ông phải khai rằng chính Kim Hựu Trưng cấu kết hải tặc. Trương Bảo Cao nhất quyết không nhận tội. Kim Rihong cho tra tấn Trương Bảo Cao gắt hơn nữa.
Yeom Mun dẫn hải tặc đi tấn công vào đảo Thanh Hải. Dân chúng Thanh Hải bị hải tặc giết vô số, quan binh Thanh Hải bị đánh tan tác. Tướng lĩnh Tân La đang phong toả thương đoàn của Trương Bảo Cao cũng đánh không lại hải tặc. Trịnh Niên cùng Thôi Võ Xương xin vị tướng Tân La đó trả binh khí cho hộ vệ Trương Bảo Cao để đánh hải tặc. Vị tướng đó lúc đầu không chấp nhận nhưng thấy hải tặc đánh đến nơi rồi nên mới chấp thuận. Các hộ vệ của Trương Bảo Cao xông ra cản bọn hải tặc lại. Một cuộc chiến lớn nổ ra. Thôi Võ Xương, Trịnh Niên và Jang Seong-pil xông pha đánh với bọn hải tặc. Bọn hải tặc của Yeom Mun bị đánh lui khỏi Thanh Hải. Hộ vệ của Trương Bảo Cao chết hơn trăm người.
Tin tức này lan truyền đến kinh đô Kim Thành khiến lệnh phong tỏa thương đoàn của Trương Bảo Cao ở Thanh Hải bị hủy bỏ. Vua Vua Tân La Hưng Đức Vương nghe tin cho giải Kim Hựu Trưng đến hỏi chuyện. Kim Hựu Trưng kể chuyện Trương Bảo Cao cho vua nghe. Vua ra lệnh thả Trương Bảo Cao ra khỏi ngục, phục hồi chức quan cho Kim Hựu Trưng. Kim Hựu Trưng sai người trị thương cho Trương Bảo Cao. Khi Trương Bảo Cao khoẻ hơn thì Kim Hựu Trưng dẫn Trương Bảo Cao đến gặp vua Tân La Hưng Đức Vương. Vua Tân La Hưng Đức Vương lúc đầu ngạc nhiên khi một tên nô lệ đòi đánh dẹp hải tặc thay cho triều đình. Trương Bảo Cao nói rằng vì hải tặc mà đường biển bị phong toả ảnh hưởng việc làm ăn của thương buôn, ảnh hưởng cuộc sống dân chúng, cũng vì hải tặc mà hằng năm có nhiều nô lệ Tân La bị chúng bán sang nhà Đường. Kim Hựu Trưng nói thêm với vua rằng Trương Bảo Cao khi nào dẹp xong hải tặc sẽ mở mạng lưới mậu dịch trên biển từ trung tâm Thanh Hải nối liền Tân La, nhà Đường (đời vua Đường Kính Tông) và Nhật Bản (đời Thiên hoàng Junna), như vậy sẽ có lợi cho tài chính của Tân La. Vua Tân La Hưng Đức Vương khâm phục Trương Bảo Cao nên ban cho Trương Bảo Cao quyền hành ở Thanh Hải mà đánh dẹp hải tặc, đồng thời lệnh cho quan quân Võ Trân Châu phải trợ giúp Trương Bảo Cao dẹp hải tặc.
Sau đó Kim Hựu Trưng và Trương Bảo Cao về đảo Thanh Hải triệu tập hộ vệ lại chuẩn bị đánh hải tặc. Từ đó Thanh Hải được thành lập như một khu phức hợp quân sự dưới sự chỉ huy của Trương Bảo Cao. Lý Đạo Hình ở đảo Sơn Khánh nghe tin cũng hoảng hốt. Kim Hựu Trưng gửi thư về Kim Thành xin cha là Kim Quân Trinh đưa bãi chức vị đô đốc Võ Trân Châu đương nhiệm để triệt hạ tay chân của Jami phu nhân, thay vào đó là Kim Dương (cháu của Kim Hiến Xương).
Trương Bảo Cao mang hộ vệ đánh tan bọn hải tặc ở khắp các nơi. Bọn hải tặc ở các nơi đều đến đầu hàng Trương Bảo Cao. Lý Đạo Hình cùng Yeom Mun với đám hải tặc còn lại ở đảo Vĩnh Kim hết lương thực. Yeom Mun cùng Bạch Hà, Jang Dae Chi mang hải tặc đi đánh cướp vòng phong tỏa của Trương Bảo Cao ở đảo Bắc Di nhằm tìm thức ăn. Lúc này Trương Bảo Cao mang hộ vệ từ đảo Thanh Hải đánh vào thuyền của Lý Đạo Hình tại đảo Vĩnh Kim. Toàn bộ hải tặc trên đảo Vĩnh Kim và trên thuyền bị giết sạch. Trương Bảo Cao, Trịnh Niên, Thôi Võ Xương vào khoang thuyền bắt giữ Lý Đạo Hình. Trương Bảo Cao chém chết Lý Đạo Hình trong khoang thuyền. Jang Dae Chi tôn Yeom Mun (Diêm Môn) làm thủ lĩnh mới của đám hải tặc.
Kim Hựu Trưng nghe tin Trương Bảo Cao đã giết chết thủ lĩnh hải tặc Lý Đạo Hình thì mừng rỡ. Ông liền viết tấu gửi về kinh đô Kim Thành báo công của Trương Bảo Cao.
Thời gian này nghe nói đầu hàng Trương Bảo Cao sẽ được tha mạng nên rất nhiều hải tặc đã bỏ đảo của mình ở biển Hoàng Hải đến đảo Thanh Hải quy thuận Trương Bảo Cao. Trương Bảo Cao sau đó cho thuyền nhẹ làm như thuyền trinh sát đến gần đảo Vĩnh Kim rồi rút. Yeom Mun được Bạch Hà báo thì dẫn toàn bộ thuộc hạ gồm Jang Dae Chi, Bạch Hà lên thuyền đuổi theo chiếc thuyền đó. Trương Bảo Cao cho nhiều các thuyền chở đám hộ vệ cùng Thôi Võ Xương, Trịnh Niên, Jang Seong-pil xông ra tràn sang thuyền của Yeom Mun. Đám hải tặc bị hộ vệ của Trương Bảo Cao tiêu diệt rất nhiều. Yeom Mun (Diêm Môn), Jang Dae Chi, Bạch Hà và đám thuộc hạ bị đoàn người Trương Bảo Cao giải từ đảo Sơn Khánh về đảo Thanh Hải vào sáng hôm sau.
Sau đó Trương Bảo Cao cho thích chữ "hải tặc" lên trán của Yeom Mun bắng thanh sắt nung lửa nhằm trừng phạt tội làm hải tặc, buôn bán nô lệ Tân La sang nhà Đường. Rồi Trương Bảo Cao cho trói Yeom Mun ở bến tàu Thanh Hải nhiều ngày, cuối cùng cho người đưa Yeom Mun đi làm nô lệ ở bến tàu Đỗ Lĩnh thuộc Võ Trân Châu (Muju). Jang Dae Chi và Bạch Hà bị làm nô lệ ở bến tàu khác cũng thuộc Võ Trân Châu.

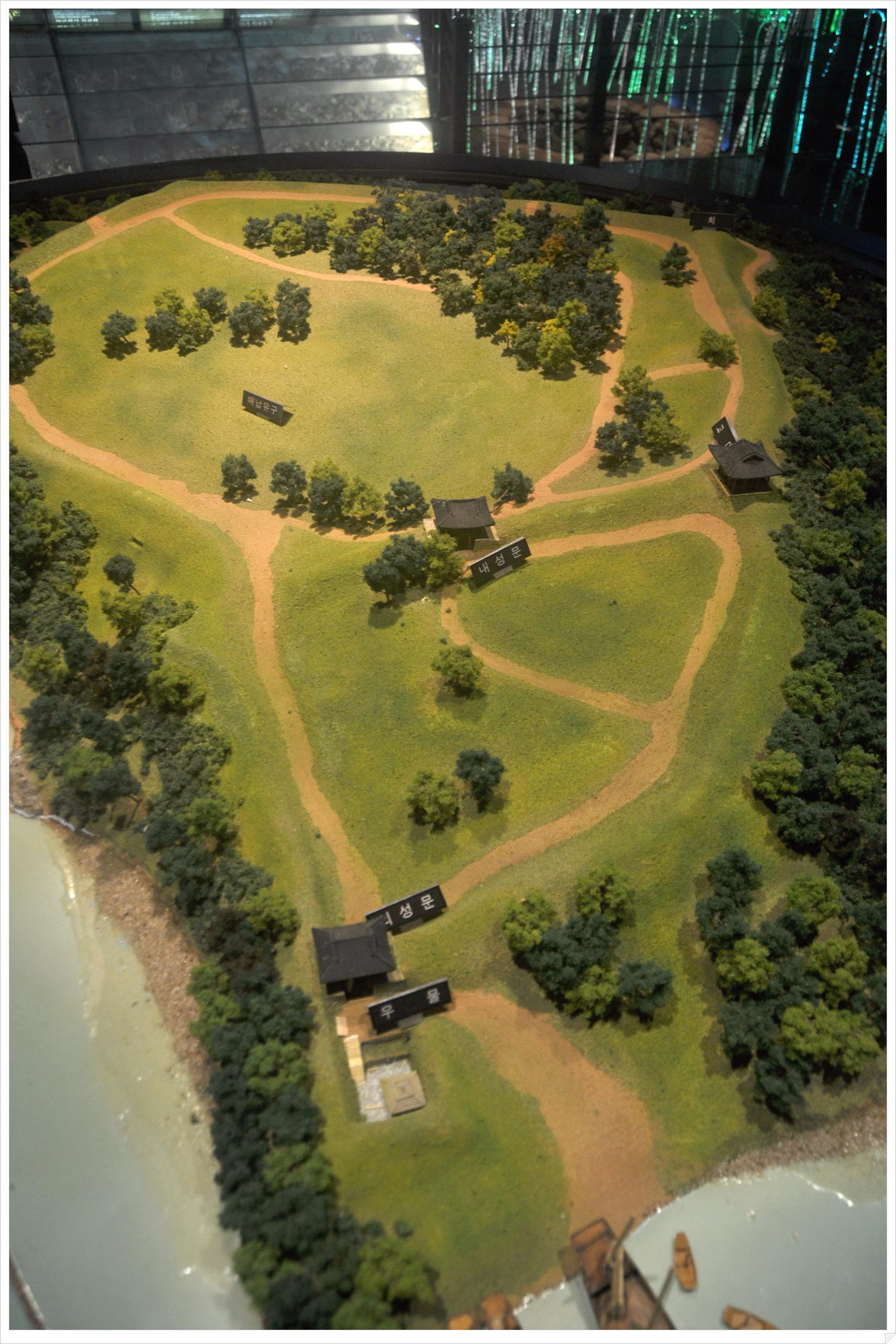
Mô hình Thanh Hải trấn (Cheonghaejin) của Trương Bảo Cao

Sau khi dẹp xong hải tặc ở bờ biển tây nam Tân La năm 826, cộng với việc đang sở hữu một hạm đội tư nhân đáng gờm có trụ sở tại Thanh Hải trấn (Cheonghaejin) thuộc Tân La, Trương Bảo Cao đã gửi thư về kinh đô Kim Thành (Khánh Châu - Gyeongju) thỉnh cầu vua Tân La Hưng Đức Vương thành lập một đơn vị đồn trú hàng hải vĩnh viễn để bảo vệ các hoạt động buôn bán của người Tân La ở trên biển Hoàng Hải. Vua Tân La Hưng Đức Vương muốn đồng ý nhưng bị các quý tộc ngăn cản. Sau đó Trương Bảo Cao ở đảo Thanh Hải mở cứ điểm buôn bán, thiết lập mạng lưới mậu dịch giữa nhà Đường (đời vua Đường Kính Tông), Tân La (đời vua Tân La Hưng Đức Vương) và Nhật Bản (đời Thiên hoàng Junna).
Năm 827 Trương Bảo Cao phát hiện có đám hải tặc mới ở bờ biển tây nam Tân La (đời vua Tân La Hưng Đức Vương) thì tiếp tục dẫn thuộc hạ đi tiêu diệt.
Mùa xuân năm 828 sau hai năm mở mạng lưới mậu dịch trên biển giữa nhà Đường (đời vua Đường Văn Tông), Tân La (đời vua Tân La Hưng Đức Vương) và Nhật Bản (đời Thiên hoàng Junna), Trương Bảo Cao đã phát triển Thanh Hải thành trung tâm thương mại lớn nhất Tân La. Tàu bè người Ba Tư, nước Đại Tùng quốc cũng cập bến Thanh Hải buôn bán giao thương với Trương Bảo Cao. Trương Bảo Cao luôn đóng thuế rất nhiều cho triều đình Tân La và đóng thuế luôn cho các thương đoàn hoạt động ở Thanh Hải.
Tháng 4 năm 828 Trương Bảo Cao nhận thư triệu kiến của vua Tân La Hưng Đức Vương vào kinh đô Kim Thành (Khánh Châu - Gyeongju). Trương Bảo Cao cùng Trịnh Niên, Thôi Võ Xương rời Thanh Hải đến kinh đô Kim Thành và được Sử trung đại nhân Kim Hựu Trưng dẫn vào cung diện kiến nhà vua. Vua Tân La Hưng Đức Vương ghi nhớ công lao dẹp hải tặc ở bờ biển Tây Nam 2 năm trước của Trương Bảo Cao và công lao biến Thanh Hải thành trung tâm mậu dịch lớn của Tân La nên phong cho Trương Bảo Cao làm đại sứ Thanh Hải trấn (Cheonghaejin, là đảo Wando ngày nay ngoài khơi tỉnh Nam Jeolla của Hàn Quốc), cai trị đảo Thanh Hải (nay là Hoàn đảo - Wando). Trương Bảo Cao còn được vua ban cho thượng phương bảo kiếm, có thể điều động 1 vạn quân để thành lập và điều khiển các công trình phòng thủ tại Thanh Hải. Việc này chấn động kinh đô Kim Thành và cả đất nước Tân La. Sau đó Trương Bảo Cao cùng Trịnh Niên, Thôi Võ Xương rời Kim Thành về Thanh Hải ("Biển được thanh lọc" hoặc "Biển xanh"). Cả Thanh Hải trấn đều kinh ngạc và chào đón Trương Bảo Cao nồng nhiệt (về sau Trương Bảo Cao sử dụng doanh trại ở Thanh Hải như là một cơ sở để thống trị nền chính trị Tân La vào giữa thế kỷ thứ 9).
Trương Bảo Cao bắt đầu thiết lập bộ thương mại cho buôn bán, bộ chính trị lo dân sinh và bộ quân sự lo phòng thủ cho Thanh Hải. Trương Bảo Cao đã thành lập một lâu đài nhỏ và một căn cứ quân sự ở Garipo thuộc đảo Thanh Hải. Việc thành lập đồn trú của Thanh Hải trấn đánh dấu đỉnh cao của sự nghiệp của Trương Bảo Cao. Từ lúc đó, ông ta có thể được nhìn thấy trong bối cảnh nhiều lãnh chúa tư nhân phát sinh bên ngoài kinh đô Kim Thành của Tân La, những người thường được hậu thuẫn bởi những đội quân tư nhân đáng gờm. Lực lượng của Trương Bảo Cao mặc dù trên danh nghĩa là được truyền lại bởi vua Tân La Hưng Đức Vương, nhưng thực sự nằm dưới sự kiểm soát của ông ta. Trương Bảo Cao trở thành trọng tài thương mại và hàng hải ở Thanh Hải.
Thanh Hải trấn được độc lập về kinh tế, quân sự, và hành chính; và nó trở thành trung tâm của một mạng lưới buôn bán quốc tế. Với thế lực này, Trương Bảo Cao bảo đảm sự an toàn của đảo Thanh Hải, biến nó thành nơi trung gian cho các giao dịch thương mại trên biển Đông Á bấy giờ. Thanh Hải trấn đã rất thành công trong nhiệm vụ của mình; nó duy trì mối quan hệ thương mại mạnh mẽ với các cảng thương mại của nhà Đường và Nhật Bản và bảo vệ thành công thương nhân Tân La và cư dân ven biển khỏi hải tặc. Trương Bảo Cao đã gửi các đoàn người gọi là Hoyeoksa (호역사) cho các hoạt động giao dịch và trao đổi văn hóa giữa Tân La với các nước. Các tàu bè nhà Đường, Nhật Bản, Ba Tư, Đại Tùng quốc liên tiếp cập bến Thanh Hải.
Người Nhật Bản (đời Thiên hoàng Junna) đến Thanh Hải trấn xin Trương Bảo Cao chỉ họ cách đóng tàu bè đi xa vì kỹ thuật đóng tàu của người Nhật Bản lúc này còn hạn chế. Trương Bảo Cao đưa thợ giỏi ở Thanh Hải dạy cho các thương thuyền Nhật Bản cách đóng tàu kiên cố, có thể đi xa từ Nhật Bản đến nhà Đường được. Từ đó về sau người Nhật dần biết cách đóng tàu chuyên nghiệp và mấy thế kỷ sau đưa tàu đi xâm lược lại bán đảo Triều Tiên (1592 - 1598).
Lúc này Kim Dương đô đốc Võ Trân Châu đã rời Kim Thành về Võ Trân Châu. Thấy Yeom Mun đang làm nô lệ khổ cực ở bến tàu Đỗ Lĩnh thuộc Võ Trân Châu, Kim Dương cho phóng thích Yeom Mun khỏi công trường ở bến tàu Đỗ Lĩnh và được Kim Dương nhận làm thuộc hạ của ông ta. Jang Dae Chi, Bạch Hà cũng được Kim Dương phóng thích khỏi các bến tàu khác thuộc Võ Trân Châu và cũng được Kim Dương cho làm thuộc hạ của ông ta. Yeom Mun, Jang Dae Chi và Bạch Hà thấy Trương Bảo Cao đã biến Thanh Hải thành vương quốc riêng, có quân đội, cung điện, luật pháp riêng và canh phòng cẩn mật thì kinh ngạc. Yeom Mun phải cùng Jang Dae Chi, Bạch Hà về Võ Trân Châu gặp Kim Dương. Yeom Mun (Diêm Môn) sau đó được Kim Dương đổi tên thành Yeom Jang (Diêm Trường), xoá bỏ thân phận hải tặc và nô lệ xưa. Jang Dae Chi, Bạch Hà được Kim Dương cho huấn luyện đội quân bí mật của Võ Trân Châu.
Bến tàu Thanh Hải của Trương Bảo Cao sầm uất bấy nhiêu thì bến tàu Đỗ Lĩnh ở Võ Trân Châu thuộc quyền quản lý Jami phu nhân vắng tàu bấy nhiêu. Huỳnh đại nhân là thương gia nhà Đường ở Trường An thường buôn bán với Jami phu nhân, nay cũng đến Thanh Hải làm ăn với Trương Bảo Cao. Một hôm Trương Bảo Cao mở Hội nghị hành đô mời các thương đoàn khắp nơi ở Tân La đến Thanh Hải tham dự. Jami phu nhân biết mình yếu thế nên cũng cắn răng đến tham dự. Tại Hội nghị này, Trương Bảo Cao tuyên bố sẽ trọng dụng người có thực tài, không quan tâm tầng lớp xã hội, tiến tới một Thanh Hải trấn không phân chia giai cấp. Jami phu nhân nghe vậy thì lấy cớ này để báo lên kinh đô Kim Thành rằng Trương Bảo Cao muốn ở Thanh Hải tạo phản, lập quốc gia riêng tách khỏi Tân La.
Năm 829 Trương Bảo Cao phát hiện có đám hải tặc mới xuất hiện ở bờ biển tây nam Tân La (đời vua Tân La Hưng Đức Vương) thì tiếp tục dẫn thuộc hạ đi tiêu diệt hải tặc. Liên tục từ năm 829 đến năm 834, Trương Bảo Cao đã tiêu diệt và bắt sống rất nhiều hải tặc rồi giải bọn chúng về Võ Trân Châu (Muju) thuộc Tân La cho lao động khổ sai. Cùng năm 834, vua Tân La Hưng Đức Vương cho sửa đổi màu sắc của lễ phục chính thức và cũng ban hành chỉ dụ cấm thường dân "xa xỉ quá mức".
Vào thời điểm đó, Trương Bảo Cao ở Thanh Hải được hậu thuẫn bởi quân đội 1 vạn quân của chính ông đã cho ông quyền lực to lớn trong chính trị. Về mặt quân sự, ông ta đủ mạnh để lật đổ nhà nước Tân La và trở thành vua mà ông ta muốn. Ông thường bị các thành viên hoàng tộc Tân La ganh ghét vì địa vị nổi bật và thực tế là ông sinh ra là một nô lệ, không phải là một quý tộc.
Yeom Jang cùng Jang Dae Chi, Bạch Hà dẫn quân đội bí mật của Kim Dương đến kinh đô Kim Thành. Kim Dương bỏ chức đô đốc Võ Trân Châu rồi cùng Kim Ứng Thuận đến kinh đô Kim Thành. Tất cả cùng ra mắt Sử trung đại nhân Kim Hựu Trưng và được Kim Hựu Trưng thu dụng.
Đầu năm 835, Trương Bảo Cao phát hiện đám hải tặc cuối cùng ở bờ biển tây nam Tân La (đời vua Tân La Hưng Đức Vương) thì tiếp tục dẫn thuộc hạ đi tiêu diệt hải tặc. Đám hải tặc cuối cùng này nhanh chóng bị Trương Bảo Cao tiêu diệt và bờ biển tây nam Tân La bấy giờ mới thực sự yên bình.
Cùng năm 835 Tể tướng Kim Trung Công đột ngột qua đời ở kinh đô Kim Thành, Kim Quân Trinh (cha của Kim Hựu Trưng) lên làm Tể tướng. Theo luật lệ của Tân La thì hai cha con không thể giữ chức Tể tướng và Sử trung đại nhân, vì hai chức này là đối trọng lẫn nhau. Kim Hựu Trưng liền tự nhường chức Sử Trung đại nhân cho Kim Minh (con của Tể tướng Kim Trung Công). Jami phu nhân (khi đó đang ủng hộ Kim Minh) cùng Kim Minh phái thích khách đi hành thích Kim Hựu Trưng nhưng thất bại. Kim Hựu Trưng ghi hận trong lòng.
Năm 836 vua Tân La Hưng Đức Vương lâm bệnh nặng. Sử trung đại nhân Kim Minh cùng Jami phu nhân liền triệu tập Hội nghị các quý tộc định bàn chuyện lên ngôi và lập kế giết Kim Quân Trinh và Kim Hựu Trưng. Kim Dương muốn lấy được sự tín nhiệm của Kim Hựu Trưng nên sai Yeom Jang đi hành thích Kim Minh. Jami phu nhân sai người đưa thi thể Kim Minh bỏ trốn. Kim Hựu Trưng và Kim Quân Trinh trách mắng Kim Dương, nhưng việc đã rồi. Kim Quân Trinh cho Kim Dương điều động binh tiễu trừ hết vây cánh Kim Minh, làm cho Kim Thành rối loạn trong bể máu. Việc này loan đến Thanh Hải khiến Trương Bảo Cao thất vọng về Kim Hựu Trưng, một con người không màng chính sự mà bây giờ lại làm ra cuộc đấu tranh đẫm máu thế này.
Biết bệnh nặng không qua khỏi, vua Tân La Hưng Đức Vương bí mật gọi Trương Bảo Cao tại Thanh Hải về và trao ấn tín hoàng đế Tân La, dặn rằng sau hội nghị Hòa Bạch, ai được bầu lên ngôi vua thì đưa ấn tín hoàng đế Tân La cho người đó, tránh việc tranh đoạt đổ máu. Trương Bảo Cao nhận mệnh và về Thanh Hải. Không lâu sau, vua Tân La Hưng Đức Vương qua đời mà không có con kế vị. Vua Tân La Hưng Đức Vương được chôn cất tại Angang-hyeon, nay là Angang-eup, Gyeongju, Gyeongsang Nam. Trương Bảo Cao vì sợ ngọc tỷ bị cướp nên không đến Kim Thành dự tang lễ của vua mà ở Thanh Hải lập bài vị của vua và cho dân chúng cúng bái.
Kim Quân Trinh đang làm tể tướng nên đương nhiên sẽ được kế vị ngôi vua Tân La. Kim Đễ Long (cháu trai của vua Tân La Hưng Đức Vương) biết Kim Minh còn sống thì liền triệu tập các quý tộc để tính chuyện chống lại cha con Kim Quân Trinh và Kim Hựu Trưng. Từ đây Kim Đễ Long cùng thúc phụ (em họ của vua Tân La Hưng Đức Vương) là Kim Quân Trinh (Kim Gyunjeong) tranh giành quyền lực. Sau đó, Kim Hựu Trưng cố gắng thuyết phục Kim Đễ Long và phe cánh của ông ấy ủng hộ cha ông là Tể tướng Kim Quân Trinh lên ngôi. Kết quả tại Hội nghị Hoà Bạch, Tể tướng Kim Quân Trinh được tất cả mọi người tôn lên làm vua mới của Tân La, chọn ngày tốt làm lễ đăng cơ. Tin tức truyền đến Thanh Hải và Trương Bảo Cao dẫn Trịnh Niên, Thôi Võ Xương, Triệu Tương Kiến, Jang Seong-pil đến kinh đô Kim Thành giao ngọc tỷ lại cho Kim Hựu Trưng. Giao xong ngọc tỷ, Trương Bảo Cao dẫn toàn bộ quân trở về Thanh Hải mà không dự lễ đăng cơ của Kim Quân Trinh.

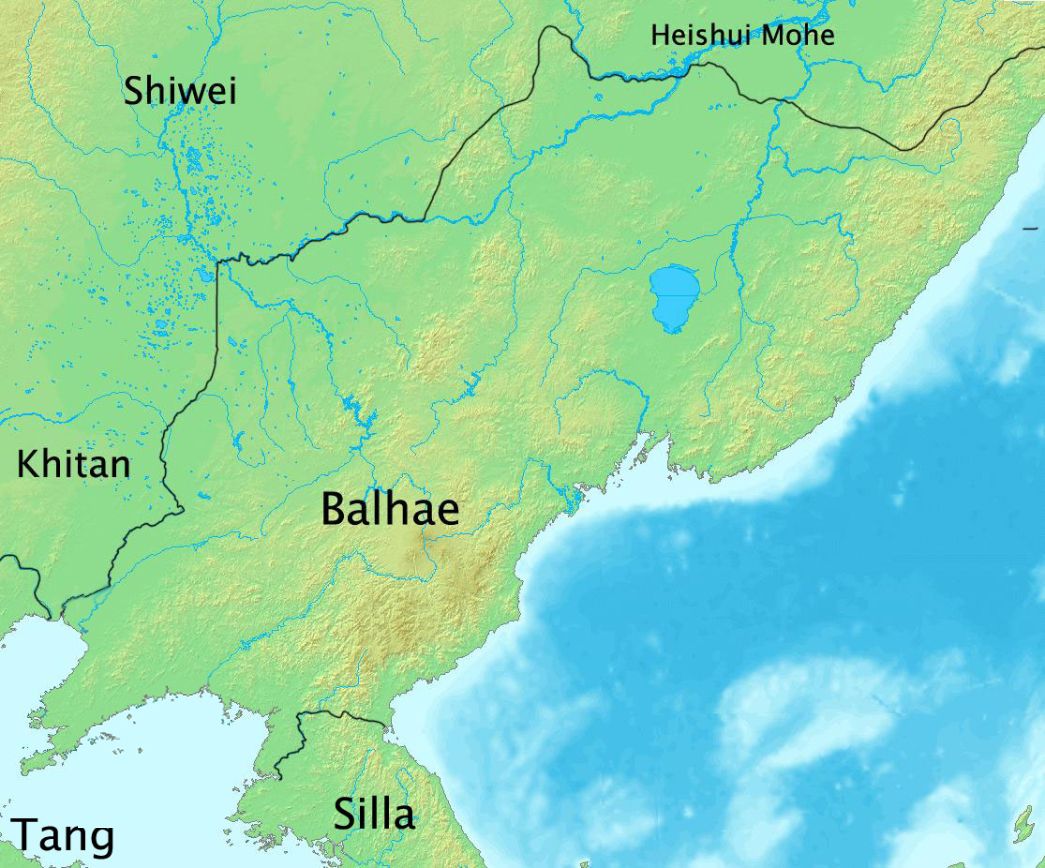
Bản đồ vương quốc Bột Hải của vua Bột Hải Trang Tông khi quân đội Bột Hải nam tiến can thiệp vào ngôi vua của Tân La phía nam năm 836.

Ngày hôm sau lễ đăng cơ của Kim Quân Trinh diễn ra. Thái tử Kim Hựu Trưng, Kim Dương, Kim Ứng Thuận, Yeom Jang, Jang Dae Chi, Bạch Hà đi theo hộ vệ từ ngoài Kim Thành vào hoàng cung Kim Thành. Jami phu nhân mượn quân đội Bột Hải từ vua Bột Hải Trang Tông của vương quốc Bột Hải và quân đội Tân La của Kim Đễ Long cùng hộ vệ của bà ta tiến về Kim Thành tập kích đoàn người đưa Kim Quân Trinh đăng cơ làm vua. Kim Quân Trinh bị giết chết khi chưa kịp làm lễ đăng cơ nên lịch sử Tân La không công nhận Kim Quân Trinh là vua của Tân La. Kim Hựu Trưng và Kim Dương đều bị thương. Lúc này Trương Bảo Cao thấy có quân đội lạ không cờ hiệu đang tiến về Kim Thành nên dẫn toàn quân quay lại Kim Thành, cứu được Kim Hựu Trưng rồi đưa ông cùng về Thanh Hải. Kim Dương, Yeom Jang, Jang Dae Chi, Bạch Hà cũng chạy theo hướng Thanh Hải. Triệu Tương Kiến vào Kim Thành đưa Kim Khánh Ưng (con của Kim Hựu Trưng) rời Kim Thành để đi đến Thanh Hải.
Jami phu nhân cùng Kim Đễ Long, Kim Rihong và quân Bột Hải đưa Kim Minh (Kim Myeong) tiến vào hoàng cung Kim Thành. Kim Minh sau đó nghe đề nghị của Jami phu nhân mà lập Kim Đễ Long (kẻ đối kháng với Kim Quân Trinh) lên ngôi vua Tân La, tức là vua Tân La Hi Khang Vương. Quân đội Bột Hải sau đó rút về vương quốc Bột Hải (đời vua Bột Hải Trang Tông).
Tháng 5 năm 837, Kim Hựu Trưng cùng con là Kim Khánh Ưng được đoàn quân của Trương Bảo Cao, Trịnh Niên, Thôi Võ Xương, Jang Seong-pil, Triệu Tương Kiến đưa về đến Thanh Hải trấn (Cheonghaejin). Ở kinh đô Kim Thành (Khánh Châu - Gyeongju), vua Tân La Hi Khang Vương phong cho Kim Minh làm Thượng đại đẳng, dù Kim Minh chỉ là chân cốt.
Mùa xuân năm 838, Kim Dương, người khi đó đang ẩn mình trên một ngọn núi gần kinh đô, đã nghe thấy các tin tức và cùng Yeom Jang, Bạch Hà, Jang Dae Chi mang toàn quân bí mật Thanh Hải trấn (Cheonghaejin) quy thuận Kim Hựu Trưng và Trương Bảo Cao. Kim Dương kể cho Kim Hựu Trưng về các sự kiện và thuyết phục ông ta trả mối thù này.
Nhà sư Ennin đi cùng với phái đoàn ngoại giao của Fujiwara no Tsunetsugu từ Nhật Bản (đời Thiên hoàng Ninmyō) đến Thanh Hải trấn (Cheonghaejin) thuộc Tân La (đời vua Tân La Hi Khang Vương) thì dừng chân để thuê tàu Tân La sang nhà Đường nhằm tìm kiếm kinh điển Phật giáo. Nguyên do là vì họ biết tàu Tân La của Trương Bảo Cao ở Thanh Hải trấn thời đó có chất lượng tốt hơn so với các tàu được sản xuất tại Nhật Bản. Tại đây nhà sư Ennin đã viết lại nhiều thông tin về Thanh Hải và Trương Bảo Cao trong Nhật ký Nittō Guhō Junrei Kōki (入唐求法巡礼行記) của ông. Sau đó nhà sư Ennin cùng Fujiwara no Tsunetsugu rời Thanh Hải đến nhà Đường (đời vua Đường Văn Tông).
Muốn giảm nguồn thu của Thanh Hải trấn (Cheonghaejin) của Trương Bảo Cao, Jami phu nhân phái người sang nhà Đường (đời vua Đường Văn Tông) mua chuộc quan lớn ở Trường An đánh thuế nặng các thương thuyền từ nhà Đường đến bến tàu Thanh Hải trấn của Tân La. Các thương thuyền từ nhà Đường sau đó đều tránh Thanh Hải trấn mà cập bến ở các bến tàu khác thuộc Tân La.
Tại kinh đô Kim Thành, cảm thấy Kim Minh nắm toàn bộ quyền hành trong triều đình Tân La, còn bản thân không có quyền lực gì, vua Tân La Hi Khang Vương liền ban lệnh ân xá cho Kim Hựu Trưng ở Thanh Hải. Tuy nhiên Kim Hựu Trưng nhận thấy ở kinh đô Kim Thành (Khánh Châu - Gyeongju) đang tồn tại mối đe dọa lớn cho ông chính là Kim Minh, người đã trở thành Thượng đại đẳng nên Kim Hựu Trưng không đến Kim Thành giúp vua Tân La Hi Khang Vương.
Giữa tháng 11 năm 838, Trương Bảo Cao ở Thanh Hải trấn (Cheonghaejin) chỉ thấy thương thuyền Nhật Bản (đời Thiên hoàng Ninmyō), thương thuyền Ba Tư, thương thuyền Đại Tùng quốc đến mà không còn thương thuyền từ nhà Đường đến nữa thì cùng Yeom Jang, Bạch Hà, Triệu Tương Kiến lên đường sang Dương Châu nhà Đường (đời vua Đường Văn Tông) tìm hiểu nguyên nhân. Jami phu nhân cũng đích thân sang Dương Châu nhà Đường để gặp hoạn quan người Tân La là Thiên Thượng Quý (cấp dưới trực tiếp của hoạn quan Thọ Quang - người đã vâng lệnh của vua Đường Văn Tông hạ độc giết chết Thái tử Lý Vĩnh vào ngày 6 tháng 11 cùng năm 838), nhờ ông ấy xin vua Đường Văn Tông ban lệnh cấm thương thuyền nhà Đường đến Thanh Hải trấn của Tân La (đời vua Tân La Hi Khang Vương), để cô lập hoàn toàn Trương Bảo Cao, đồng thời xin triều đình nhà Đường ủng hộ Kim Minh làm vua Tân La thay cho vua Tân La Hi Khang Vương đương vị. Đổi lại Jami phu nhân hứa sẽ cắt đất Hán Châu (Hanju) và Thanh Hải trấn (Cheonghaejin) của Tân La cho Thiên Thượng Quý.
Lúc này vua Tân La Hi Khang Vương ở kinh đô Kim Thành đã bị quân đội của Thượng đại đẳng Kim Minh bao vây hoàng cung thì sợ hãi. Vua Tân La Hi Khang Vương sai sứ đến Thanh Hải trấn (Cheonghaejin) nhằm xin Trương Bảo Cao ra quân giúp đỡ nhưng Trương Bảo Cao đã đi Dương Châu nhà Đường. Các tướng của Trương Bảo Cao là Thôi Võ Xương, Trịnh Niên không quyết định được khi Trương Bảo Cao đi vắng. Kim Dương đốc thúc Kim Hựu Trưng nên tự đứng ra thống lĩnh 1 vạn quân ở Thanh Hải đi đánh kinh đô Kim Thành nhưng Kim Hựu Trưng do dự không quyết.
Ở Dương Châu nhà Đường (đời vua Đường Văn Tông), Trương Bảo Cao triệu tập Hội nghị hành đô bàn với chủ các thương đoàn Tân La ở Dương Châu nhà Đường. Yeom Jang sau đó dẫn Trương Bảo Cao thuyết phục Huỳnh đại nhân tiếp tục buôn bán với Thanh Hải trấn (Cheonghaejin) thuộc Tân La nhưng không thành công, vì ông ấy đã nhận lời hứa với Jami phu nhân. Nghe tin hoạn quan Thiên Thượng Quý đã từ Trường An đến Dương Châu, Yeom Jang lại dẫn Trương Bảo Cao đi gặp Thiên Thượng Quý nhưng Thiên Thượng Quý cũng từ chối Trương Bảo Cao vì ông ấy cũng đã nhận lời hứa với Jami phu nhân.
Tháng 12 năm 838 ở kinh đô Kim Thành của Tân La, Thượng đại đẳng Kim Minh biết tin vua Tân La Hi Khang Vương từng sai sứ đến Thanh Hải trấn (Cheonghaejin) xin Trương Bảo Cao ra quân giúp đỡ thì nổi giận. Kim Minh kéo quân đánh vào hoàng cung, giết chết một vài phụ tá của vua và buộc vua Tân La Hi Khang Vương uống thuốc độc tự sát. Vua Tân La Hi Khang Vương được chôn tại núi Sosan ở kinh đô Kim Thành (Khánh Châu - Gyeongju). Kim Minh tự lập làm vua của Tân La, tức là vua Tân La Mẫn Ai vương.
Khi đó Kim Hựu Trưng sau bao lần chần chừ chưa quyết thì nay mới quyết định mang quân của Thanh Hải đánh vào hoàng cung Kim Thành cứu vua Tân La Hi Khang Vương. Tuy nhiên tin tức vua Tân La Hi Khang Vương đã tự sát ở kinh đô Kim Thành khiến Kim Hựu Trưng hối hận về sự chần chừ trễ nãi của mình.
Trương Bảo Cao và Yeom Jang thấy không thể thuyết phục được hoạn quan Thiên Thượng Quý của nhà Đường thì tiến hành phá hủy mối làm ăn giữa Thiên Thượng Quý và Jami phu nhân. Sau đó Trương Bảo Cao cùng Yeom Jang, Triệu Tương Kiến rời Dương Châu nhà Đường quay về Thanh Hải trấn (Cheonghaejin) thuộc Tân La.
Cuối tháng 12 năm 838, Jami phu nhân từ Dương Châu nhà Đường (đời vua Đường Văn Tông) về đến kinh đô Kim Thành của Tân La thì chúc mừng vua Tân La Mẫn Ai Vương đã làm vua. Vua Tân La Mẫn Ai Vương nghe tin Trương Bảo Cao đã phá hỏng mối quan hệ giữa Tân La và nhà Đường thì phong cho Jami phu nhân toàn quyền thống lĩnh đại quân chinh phạt Thanh Hải trấn (Cheonghaejin). Jami phu nhân truyền lệnh tập hợp quân đội khắp nơi về kinh đô Kim Thành, tổng cộng 10 vạn quân. Jami phu nhân dồn binh về Võ Trân Châu (Muju), chuẩn bị xong sẽ vượt biển đánh vào Thanh Hải trấn.
Khi đó Trương Bảo Cao cũng đã về đến đảo Thanh Hải thì nghe tin vua Tân La Hi Khang Vương đã bị vua Tân La Mẫn Ai vương ép phải tự sát thì cả giận. Kim Dương thuyết phục Kim Hựu Trưng phải trả mối thù này. Kim Hựu Trưng hỏi Trương Bảo Cao (Jang Bogo) giúp mình tận dụng sự rối loạn của đất nước để đưa mình lên làm vua, chiếm lấy ngai vàng từ kẻ chiếm đoạt (vua Tân La Mẫn Ai Vương) đã giết cha của Kim Hựu Trưng. Trương Bảo Cao trả lời rằng:
Người xưa có một câu nói, "Để xem điều gì đúng và không làm điều đó là muốn có lòng can đảm". Mặc dù tại hạ không có khả năng, nhưng tại hạ sẽ làm theo lệnh của Đại nhân (Kim Hựu Trưng)"
Trương Bảo Cao đồng ý giúp Kim Hựu Trưng và người bạn của ông là Trịnh Niên (Jeong Nyeon) và Thôi Võ Xương cũng đi theo Kim Hựu Trưng. Kim Hựu Trưng hứa hẹn với Trương Bảo Cao rằng nếu sau này ông ta lên làm vua thì sẽ cưới con gái Trương Nghĩa Anh (장의영, 張義英) của Trương Bảo Cao cho con trai Kim Khánh Ưng của ông ấy. Trương Bảo Cao tuyên bố khai chiến với kinh đô Kim Thành (Khánh Châu - Gyeongju), quyết định giương cao ngọn cờ "Bình Đông quân" đi đánh kinh đô Kim Thành, tôn Kim Hựu Trưng làm thủ lĩnh của Bình Đông quân. Trương Bảo Cao thống lĩnh 5000 quân, Trịnh Niên thống lĩnh 5000 quân để cố vấn cho những yêu cầu của Kim Hựu Trưng. Trương Bảo Cao còn phong Yeom Jang làm phó tướng của Bình Đông quân. Một cuộc chiến tranh lớn giữa Thanh Hải trấn với kinh đô Kim Thành nổ ra.
Trương Bảo Cao nhờ Kim Hựu Trưng dẫn quân rời Thanh Hải đi thuyền cập bến Hoàng Đạo rồi tiến đến Đại Khâu (Daegu) để đánh lạc hướng quân đội Kim Thành. Jami phu nhân lúc này đã từ Kim Thành đến Võ Trân Châu (Muju), nghe tin Kim Hựu Trưng đến Đại Khâu thì mừng rỡ, phái đại quân tiến đến Đại Khâu chặn Kim Hựu Trưng và phái quân từ Võ Trân Châu đi thuyền đến đánh đảo Thanh Hải nhằm chia cắt hai cánh quân của Trương Bảo Cao.
Tuy nhiên Trương Bảo Cao đã biết rõ đảo Thanh Hải nếu bị kẻ địch tấn công sẽ dễ bị san bằng và kế hoạch tốt nhất là phải dời cuộc chiến đi xa khỏi Thanh Hải. Kết quả Trương Bảo Cao nên quyết định đánh chiếm Võ Trân Châu (đất liền phía bắc đảo Thanh Hải) trước, rồi dùng nơi đó làm căn cứ để tổ chức chiến tranh với quân đội triều đình Tân La. Trương Bảo Cao phái Kim Dương, Kim Ứng Thuận, Jang Dae Chi dẫn quân đi tấn công các đội quân Kim Thành ở một số châu huyện xung quanh Võ Trân Châu. Kế đó đích thân Trương Bảo Cao cùng Trịnh Niên, Thôi Võ Xương, Yeom Jang nhân đêm tối lẻn vào trụ sở Võ Trân Châu giết chết bọn lính canh, bắt sống đô đốc Võ Trân Châu và buộc hắn đầu hàng Bình Đông quân. Võ Trân Châu nhanh chóng rơi vào tay Trương Bảo Cao. Kim Dương nghe tin Jami phu nhân ở Võ Trân Châu thì phái Yeom Jang đi bắt bà ta. Nhưng Jami phu nhân đã trốn thoát.
Jami phu nhân cho quân rút khỏi thành Nam Nguyên (Namwon), nhanh chóng tập trung binh lực 10 vạn quân tại Đại Khâu (Daegu) nhằm tiêu diệt 1 vạn quân của Trương Bảo Cao. Jami phu nhân còn phái quân đi đường biển vòng ra phía sau quân đội của Trương Bảo Cao để chia cắt con đường vận lương của Trương Bảo Cao.
Lúc này Kim Hựu Trưng tiến đến Đại Khâu (Daegu), thấy 10 vạn quân Kim Thành thì dẫn quân quay về Võ Trân Châu (Muju) hội quân với Trương Bảo Cao. Rất nhiều quan quân châu huyện lân cận Võ Trân Châu đều quy thuận Bình Đông quân. Lực lượng Bình Đông quân đã nhiều hơn rất nhiều. Khi đó quân đội của Trương Bảo Cao đang cần quân lương nên sai người gửi thư về Thanh Hải gọi quân lương. Tuy nhiên đoàn quân lương của Trương Bảo Cao đến Lâm Trì trấn thì bị quân Kim Thành đột kích. Lương thảo của Bình Đông quân bị cướp sạch. Thấy Bình Đông quân đang lâm vào hoàn cảnh thiếu lương, sĩ khí sa sút, Jami phu nhân quyết tâm dồn binh 10 vạn quân Kim Thành đến Đại Khâu triển khai quyết chiến nhằm tiêu diệt hết 1 vạn quân của Trương Bảo Cao và Kim Hựu Trưng.
Đầu năm 839, ở Võ Trân Châu (Muju), Trương Bảo Cao lệnh cho Yeom Jang mang vài cận vệ tài giỏi từ bến tàu Đỗ Lĩnh đột nhập vào hoàng cung Kim Thành để chiếm 5 phong hoả đài, đốt các phong hoả đài đó và chiếm lĩnh cổng thành Kim Thành trước. Yeom Jang nhận lệnh dẫn Jang Dae Chi, Bạch Hà đến Kim Thành. Sau đó Kim Dương được lệnh của Trương Bảo Cao dẫn quân đi mai phục ở gần cổng thành Kim Thành. Kế đó, Trương Bảo Cao sắp xếp trong ngoài và hẹn ngày tiến đánh Đại Khâu (Daegu).
Đêm đó 10 vạn quân do Jami phu nhân chỉ huy rời kinh đô Kim Thành để đến Đại Khâu. Bấy giờ, Yeom Jang cùng Jang Dae Chi, Bạch Hà đã lẻn vào hoàng cung Kim Thành tiêu diệt các toán quân canh gác. Sáng hôm sau, 10 vạn quân Kim Thành do Jami phu nhân chỉ huy tiến đến Đại Khâu (Daegu) chờ quân đội Trương Bảo Cao, Kim Hựu Trưng đến. Sau đó 1 vạn quân của Trương Bảo Cao, Kim Hựu Trưng, Trịnh Niên, Thôi Võ Xương, Jang Seong-pil từ Võ Trân Châu (Muju), vượt qua Nam Nguyên (Namwon), đến được Đại Khâu. Khi đó Yeom Jang ở kinh đô Kim Thành giết hết binh sĩ ở 5 phong hoả đài và cổng thành Kim Thành, cuối cùng Yeom Jang nổi lửa trên 5 phong hoả đài làm hiệu. Bên ngoài Kim Thành, quân của Kim Dương, Kim Ứng Thuận đánh tan các đạo quân triều đình Tân La tại các quận, huyện gần Kim Thành.
Tại Đại Khâu (Daegu), Jami phu nhân định cho 10 vạn quân của mình tấn công 1 vạn quân của Trương Bảo Cao thì nhận tin 5 phong hỏa đài ở kinh đô Kim Thành đã nổi lửa, tức là hoàng cung Kim Thành đã bị chiếm. Jami phu nhân lo sợ tính mạng vua Tân La Mẫn Ai Vương khó bảo toàn nên bà ta cho 5 vạn quân trở về cứu viện Kim Thành, để 5 vạn quân ở lại ngắn vạn quân của Trương Bảo Cao. Trương Bảo Cao cùng Trịnh Niên, Thôi Võ Xương, Jang Seong-pil mở cuộc tấn công mạnh vào Đại Khâu. Bị giảm số lượng quân đội và tâm lý hoang mang việc Kim Thành thất thủ, quân của Jami phu nhân nhanh chóng rối loạn, yếu thế.
Năm vạn quân của Jami phu nhân trở về cứu Kim Thành đã bị quân của Kim Dương phục kích. Quân triều đình Tân La chết vô số và tan rã. Tin tức này truyền đến Đại Khâu khiến Jami phu nhân thất kinh. Quân đội của Trương Bảo Cao nghe tin Kim Dương thắng lợi thì đánh càng hăng thêm, quân của Jami phu nhân chết rất nhiều. Số đông quân Kim Thành bỏ trốn hoặc đầu hàng Trương Bảo Cao vô số kể. Jami phu nhân liền hạ lệnh rút quân khỏi Đại Khâu chạy về phía bắc. Trương Bảo Cao dẫn Trịnh Niên, Thôi Võ Xương, Jang Seong-pil truy kích tàn quân của Jami phu nhân. Còn Kim Hựu Trưng dẫn đại quân tiến vào kinh đô Kim Thành (Khánh Châu - Gyeongju).
Lúc này Kim Dương đã đưa binh vào kinh đô Kim Thành hội với Yeom Jang, rồi cùng tiến đánh hoàng cung Tân La. Vua Tân La Mẫn Ai Vương hoảng hốt rồi cùng các phụ tá bỏ hoàng cung để trốn. Kim Dương và Yeom Jang phái quân đi truy sát khắp Kim Thành để tìm vua. Tất cả các phụ tá của vua Tân La Mẫn Ai Vương đều bỏ chạy và để lại vua ở phía sau, vì vậy vua phải giấu mình trong một tòa nhà gần vương cung. Những người lính và Kim Dương đến cung vua và lục soát. Cuối cùng, Yeom Jang tìm thấy vua trong tòa nhà và giết sạch vài tên hộ vệ của vua. Kim Dương cũng đến và sát hại vua Tân La Mẫn Ai Vương bất chấp những lời cầu xin. Vua Tân La Mẫn Ai Vương chết dưới tay Kim Dương vào tháng 12 âm lịch năm 838, tức đầu năm 839. Thân tín của vua Tân La Mẫn Ai Vương là Kim Rihong cũng bị giết.
Tất cả châu huyện ở Tân La nghe tin đều quy hàng Bình Đông quân của Trương Bảo Cao và không chứa chấp Jami phu nhân. Khi đó Trương Bảo Cao, Trịnh Niên, Thôi Võ Xương, Jang Seong-pil đưa binh truy kích Jami phu nhân đến đêm tối và cuối cùng cũng đuổi kịp tàn quân của Jami phu nhân. Lúc đó quân của Jami phu nhân chỉ còn vài người vì số đông đã bỏ bà ta mà trốn. Trương Bảo Cao lệnh toàn quân tấn công tàn quân của Jami phu nhân, bắt được Jami phu nhân giải về kinh đô Kim Thành để chờ ngày xử tử hình. Ở trong ngục, Jami phu nhân khi thấy Yoem Jang thăm mình thì bà ta nhờ Yeom Jang cứu bà ta ra khỏi ngục vì bà ta còn tiền rất nhiều ở Võ Trân Châu (Muju) có thể "Đông Sơn tái khởi". Yeom Jang từ chối Jami phu nhân và rời đi. Trương Bảo Cao sau đó cho thả Jami phu nhân ra, bố trí cho bà ta 1 con thuyền để đi sang nhà Đường (đời vua Đường Văn Tông). Jami phu nhân không lên thuyền mà tự mình đi đến Võ Trân Châu (Muju) để tìm lại khối tài sản lớn mà bà ta cất giấu. Tuy nhiên khi bà ta vừa đến ngôi nhà ấy thì thấy Kim Dương đang sai thuộc hạ mang hết tài sản của bà ta đi. Jami phu nhân giận dữ và thất vọng, cuối cùng nhảy xuống biển phía nam Võ Trân Châu (Muju) tự sát.
Lúc này Kim Hựu Trưng đã được Hội nghị Hoà Bạch tôn lên ngôi vua, chỉ chờ ngày đăng cơ. Tháng 4 âm lịch năm 839, Trương Bảo Cao, Thôi Võ Xương, Trịnh Niên, Jang Seong-pil dẫn đại quân rời kinh đô Kim Thành trở về Thanh Hải trấn (Cheonghaejin). Cũng trong ngày hôm đó Kim Hựu Trưng làm lễ đăng cơ lên ngôi vua Tân La ở kinh đô Kim Thành, tức là vua Tân La Thần Vũ Vương.
Trương Bảo Cao về đảo Thanh Hải không lâu thì vợ của Trương Bảo Cao là Thái Trân hạ sinh đứa con trai. Cả Thanh Hải trấn đều vui mừng. Thần Vũ Vương sai sứ sang Trường An nhà Đường (đời vua Đường Văn Tông) xin sắc phong và xin lập lại giao thương giữa nhà Đường với Thanh Hải trấn. Từ đó thương buôn nhà Đường đã cập bến Thanh Hải trở lại. Trương Bảo Cao sau đó tiếp tục ra sức giúp thương mại ở Thanh Hải phát triển hơn với sự buôn bán hàng hoá với nhà Đường (đời vua Đường Văn Tông), Nhật Bản (đời Thiên hoàng Ninmyō), Ba Tư, Đại Tùng quốc. Vua Bột Hải Trang Tông của vương quốc Bột Hải tiến hành các hoạt động thương mại với Tân La (đời vua Tân La Thần Vũ Vương).
Không lâu sau Thần Vũ Vương phái sứ giả từ kinh đô Kim Thành đến Thanh Hải trấn gọi Trương Bảo Cao về kinh đô Kim Thành để phong chức Tể tướng. Trương Bảo Cao từ chối sứ giả, phái Triệu Tương Kiến vào triều đình làm quan giúp vua. Thần Vũ Vương lại sai Yeom Jang (lúc này đang giữ chức Đội trưởng bảo vệ hoàng thất) đến Thanh Hải gọi Trương Bảo Cao về kinh đô. Trương Bảo Cao cùng Trịnh Niên, Thôi Võ Xương, Yeom Jang rời Thanh Hải vào hoàng cung Kim Thành.
Tháng 7 âm lịch năm 839, Trương Bảo Cao, Thôi Võ Xương, Trịnh Niên và Yeom Jang vào triều diện kiến vua Thần Vũ Vương và Trương Bảo Cao được vua phong chức Tể tướng Tân La, lo trị an bá tánh Tân La, đồng thời kiêm chức Đại tướng của Cấm Vệ Quân và có quyền thu thuế 2000 hộ dân (gọi là Sikup: thực ấp). Việc này khiến bá quan và Kim Dương đều kinh hãi.
Kim Dương thấy Thần Vũ Vương phong cho Trương Bảo Cao làm Tể tướng như vậy thì rất tức giận. Sau đó Kim Dương lại nghe tin vua Thần Vũ Vương còn muốn lấy con gái Trương Nghĩa Anh của Trương Bảo Cao cho con trai vua là Thái tử Kim Khánh Ưng thì càng giận dữ hơn nữa. Kim Dương bàn với Yeom Jang rằng hiện nay giết Trương Bảo Cao không dễ nhưng giết vua dễ hơn nhiều.
Kim Dương sau đó sai Đội trưởng bảo vệ hoàng thất Yeom Jang giết một số hộ vệ của vua Thần Vũ Vương. Yeom Jang lẻn vào hoàng cung ép quan ngự y của vua tẩm loại thuốc độc lạ (thuốc độc từ Dương Châu nhà Đường mà người nào bị trúng độc chết đến 5 ngày sau thi thể mới có dấu vết trúng độc) vào đồ ăn của vua khiến vua Thần Vũ Vương ăn xong thì băng hà. Tể tướng Trương Bảo Cao biết tin thì hoảng hốt, rồi cùng Trịnh Niên, Thôi Võ Xương, Triệu Tương Kiến nhanh chóng đến hoàng cung Kim Thành. Khi thấy thi thể của vua, Trương Bảo Cao cùng bá quan đều than khóc. Kế đó, Kim Dương phát tang cho thiên hạ biết rằng Thần Vũ Vương chết vì bệnh tật sau 3 tháng ở ngôi. Các ngự y khám nghiệm tử thi của vua và kết luận rằng vua bị tim đập nhanh mà băng hà. Tể tướng Trương Bảo Cao liền nghi ngờ có người hạ độc vua nên dời ngày cử hành tang lễ cho vua, triệu tập các đại thần đến bàn luận, đồng thời cho quân đội bao vây cả hoàng cung cấm chỉ kẻ khác xâm nhập hoàng cung. Tuy nhiên sau khi các ngự y dùng đủ phương thức thử độc trên thi thể của vua thì họ không hề thấy có dấu vết vua bị trúng độc. Bá quan từ đây bắt đầu không hài lòng về Trương Bảo Cao. Cảm thấy nên tránh né sự đả kích từ các quý tộc Tân La, Trương Bảo Cao từ chức Tể tướng, rồi cùng Trịnh Niên, Thôi Võ Xương rời kinh đô Kim Thành trở về Thanh Hải trấn.
Chưa được 5 ngày sau khi Thần Vũ Vương mất, Kim Dương tổ chức tang lễ cho vua và lập con của vua Tân La Thần Vũ Vương là Kim Khánh Ưng lên ngôi vua Tân La, tức vua Tân La Văn Thánh Vương. Sau đó thi thể vua Thần Vũ Vương được chôn tại núi Jehyeong ở kinh đô Kim Thành (Khánh Châu - Gyeongju).